# Javier Gómez Fuertes
Javier Gómez Fuertes (Mataró, 5 dicembre 1986) è un ginnasta spagnolo.

## Biografia
È nato a Mataró, in provincia di Barcellona. Le sue squadre di club sono state il CN Granollers e del CG Mataró. 
Si è distinto a livello giovanile laureandosi campione di Spagna nelle categorie allievi (2002) e junior (2004). 
È stato convocato in nazionale per la prima volta, all'età di diciannove anni, ai campionati europei del 2006. Ha partecipato alla ressegna continentale per cinque volte: nel 2006 e dal 2008 al 2011.
Ha rappresentato la Spagna ai Giochi del Mediterraneo di Pescara 2009, gareggiando con Sergio Muñoz, Rafael Martínez, Fabián González e Manuel Carballo.
Ha partecipato a tre edizioni dei mondiali: 2009, 2010 e 2011. 
Ha fatto parte della spedizione spagnola alle Universiadi di Shenzhen 2011.
Ha rappresentato la Spagna ai Giochi olimpici estivi di Londra 2012, dove si è classificato sedicesimo nel concorso generale individuale.
Ai Giochi del Mediterraneo di Mersin 2013 ha vinto l'oro nel concorso generale individuale, precedendo sul podio il connazionale Fabián González e il francese Guillaume Augugliaro, e nel concorso a squadre, con Nestor Abad, Christian Bazan, Fabián González e Ruben Martínez. Ha inoltre ottenuto il bronzo negli anelli, concludendo alle spalle del greco Eleutherios Petrounias e del turco Ibrahim Çolak.

## Palmarès
- Giochi del Mediterraneo

Pescara 2009: bronzo nel concorso a squadre;
Mersin 2013: oro nel concorso generale individuale, oro nel concorso a squadre, bronzo negli anelli;